# 은산 장벌리 탑제 및 동화제
은산 장벌리 탑제 및 동화제는 충청남도 부여군 은산면에 있다. 2002년 6월 10일 부여군의 향토문화유산 제63호로 지정되었다.